# Liparetrus subsquamosus
Liparetrus subsquamosus är en skalbaggsart som beskrevs av Macleay 1886. Liparetrus subsquamosus ingår i släktet Liparetrus och familjen Melolonthidae. Inga underarter finns listade i Catalogue of Life.